# 車内エンターテインメント

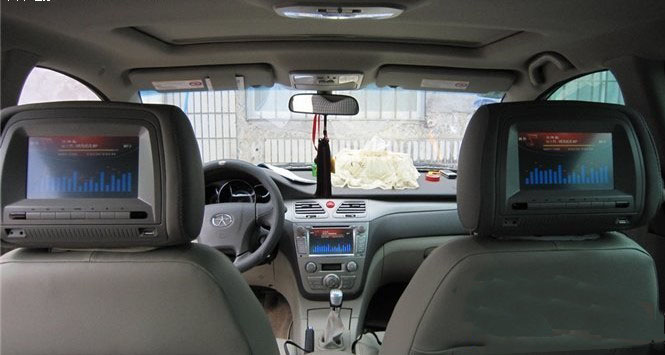
ヘッドレストDVDプレーヤー

車内エンターテインメント（しゃないエンターテインメント、ICE: in-car entertainment）または車載インフォテインメント（しゃさいインフォテインメント、IVI: in-vehicle infotainment）とは、自動車に搭載し、オーディオ・ビデオのエンターテインメントを提供するハードウェア・ソフトウェアの集合である。
ICEは、カーラジオやカセットプレーヤー・CDプレーヤーを含むカーオーディオを発祥とし、今日ではカーナビゲーション、ビデオプレーヤー、USB・Bluetooth接続、カーピューター、車内インターネット、WiFi接続を含む。かつてはダッシュボード上のスイッチやダイヤルで操作する必要があったが、今日ではステアリング・ホイール（ハンドル）に取り付けたスイッチや、ハンズフリーの音声による制御も行えるようになっている。

## 背景
コネクテッドカーの需要に支えられて、車内エンターテインメントはますます高度化している。自動車メーカー、ハード・ソフトの製造メーカー、そしてGoogleやAppleなどのそれまで自動車産業と縁のなかった企業が協力し合い、ユーザーが使いやすく安全に使用できるインフォテインメントシステムを考案している。いくつかの自動車メーカーは独自のICEシステムを開発している。フォードのFord SyncとMyFord Touch、トヨタのEntune、キャデラックのCUE (Cadillac User Experience)、FCAのUconnectなどである。
スマートフォンの普及により、「インターネット接続されたデバイスの車内での使用」という新たな問題が浮上した。AT&Tが2015年に米国の2000人以上を対象に実施したアンケートでは、7割の人が車内でスマートホンを使用しており、その内訳はソーシャルメディア が40%、Webブラウジングが30%、ビデオチャットが10%などであった。これは、ながら運転による安全上の懸念を提起し、また、自動車産業に対しこれらの装置を安全に使用できるように促すものである。
「伝統的な」自動車メーカーは、そのようなシステムの設計を支援するために、自動車サプライヤーとテクノロジー企業のソフトウェアとエレクトロニクスの専門知識にますます頼るようになっている。GoogleとアップルのモバイルOSはICEの市場の大部分を占めている。これらの企業は、車載のヘッドユニットを介してモバイルデバイスを車両で操作できるように投影モード（Android Auto、CarPlay）を開発した。これにより、運転者は、前方の道路を見たまま、デバイスに直接触れずに使い慣れているインターフェースを使用することができる。

## 安全上の懸念
運転中の携帯電話の使用については法的な規制があるが、車内エンターテインメントシステムに対する規制は、携帯電話ほどには行われていない。米国では、10の州とワシントンDC、グアム、ヴァージン諸島で運転中に携帯電話を使用することが禁止されている。さらに、39の州、ワシントンDC、グアム、ヴァージン諸島では、運転中のテキストメッセージが禁止されている。しかし、車内エンターテインメントシステムの使用を制限する法律を制定した州はほとんどない。
研究者は、ながら運転の潜在的な影響を分析し始めている。Virginia Tech Transportation Instituteの研究員であるCharlie Klauerによれば、画面を見ながら運転するドライバーは衝突する危険性がはるかに高いという。さらに、運転者が路面から目を離してしまう時間が長いほど、衝突の危険は指数関数的に上昇する。

## セキュリティ上の懸念
車載インフォテインメントシステムが車両のより多くの機能に（CANバスなどを介して）アクセスできるようになるにつれ、潜在的なリモートハッキングに関する懸念も表明されている（ドライブ・バイ・ワイヤも参照）。